# 大屯國立公園

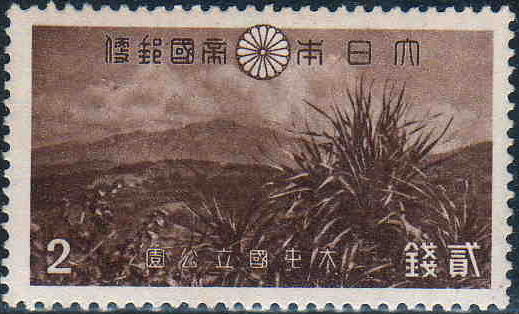
日本的大屯山邮票（1941年发行）

大屯國立公園，為日治時期成立於台灣的國家公園，為日本在戰前面積最小的國立公園，範圍約為今陽明山國家公園與北海岸及觀音山國家風景區。

## 介紹
大屯國立公園的前身可視為在1928年計畫的御大典紀念大屯山公園，大屯國立公園協會在1934年設置，並趁著1935年的始政四十周年記念臺灣博覽會廣為介紹宣傳仍為候補地的大屯國立公園，還在草山設置了草山觀光館作為台灣博覽會的分館。雖然大屯國立公園是當時面積最小的國立公園，但其具有台灣唯一的火山風景，以及多處溫泉地、登山地和露營地，位置鄰近台北市且交通便利，適合大眾閒暇時前往。
大屯國立公園可分為兩部分，一部分位於台北盆地北側的大屯火山群，可見熔岩臺地、硫氣孔、爆裂火口等景觀，另一部分位於淡水河對岸的觀音山。大屯國立公園內的山包含了紗帽山、大屯山、菜公坑山、面天山和觀音山。溫泉資源則包含了北投溫泉和草山溫泉，皆已是當時著名的觀光景點。在當時還規畫了兩條觀光路線，第一條為「台北—草山—竹子湖—大屯鞍部—大屯山頂—火口原—面天平—新北投—台北」，從台北城乘坐公車至草山，然後徒步登山至大屯山頂後回到新北投，再坐公車回台北。第二條為「台北—福隆山—凌雲禪寺—觀音山頂—八里盆—淡水—台北」，從台北坐公車至福隆山後徒步登頂至觀音山頂，下山至八里盆渡口坐船至淡水後乘坐巴士或汽車回台北。

## 沿革
- 1929年：日本國立公園協會會長本多靜六至大屯山調查、御大典紀念大屯山公園計畫
- 1933年：國立公園調查會第一次會議
- 1934年：國立公園調查會第二次會議、大屯國立公園協會成立
- 1935年：田村剛至大屯山調查、臺灣國立公園協會成立、國立公園法施行
- 1936年：決定國立公園候補地[5]
- 1937年：台灣總督府國立公園委員會指定大屯、觀音兩山一帶為國立公園
- 1941年：太平洋戰爭爆發，台灣總督府廢止「台灣國立公園委員會官制」[6]
- 1945年：日本戰敗，「大屯國立公園」廢止
- 1985年：大屯山一帶成立「陽明山國家公園」
- 2002年：觀音山連同台北縣濱海鄉鎮一帶成立「北海岸及觀音山國家風景區」

## 關聯區域
大屯國立公園全境位於臺北州內，面積8,265公頃。其含涵蓋以下行政區：
- 七星郡：士林街（士林區）、北投庄（北投區）
- 淡水郡：淡水街（淡水區）、三芝庄（三芝區）、八里庄（八里區）
- 新莊郡：五股庄（五股區）

## 外部連結
- 陽明山國家公園（页面存档备份，存于）
- 北海岸及觀音山國家風景區（页面存档备份，存于）